# Вірджинія (Небраска)
Вірджинія (англ. Virginia) — селище (англ. village) в США, в окрузі Ґейдж штату Небраска. Населення — 74 особи (2020).

## Географія
Вірджинія розташована за координатами 40°14′45″ пн. ш. 96°29′56″ зх. д. / 40.24583° пн. ш. 96.49889° зх. д. (40.245860, -96.498824).  За даними Бюро перепису населення США в 2010 році селище мало площу 0,26 км², уся площа — суходіл.

## Демографія
Згідно з переписом 2010 року, у селищі мешкало 60 осіб у 29 домогосподарствах у складі 17 родин. Густота населення становила 234 особи/км².  Було 35 помешкань (136/км²).
Расовий склад населення:
| - 91,7 % — білих - 1,7 % — корінних американців |

До двох чи більше рас належало 6,7 %. Частка іспаномовних становила 0,0 % від усіх жителів.
За віковим діапазоном населення розподілялося таким чином: 20,0 % — особи молодші 18 років, 61,7 % — особи у віці 18—64 років, 18,3 % — особи у віці 65 років та старші. Медіана віку мешканця становила 45,5 року. На 100 осіб жіночої статі у селищі припадало 122,2 чоловіків;  на 100 жінок у віці від 18 років та старших — 140,0 чоловіків також старших 18 років.
Середній дохід на одне домашнє господарство  становив 40 368 доларів США (медіана — 38 750), а середній дохід на одну сім'ю — 45 382 долари (медіана — 48 125). Медіана доходів становила 33 750 доларів для чоловіків та 28 750 доларів для жінок. За межею бідності перебувало 13,6 % осіб, у тому числі 16,7 % дітей у віці до 18 років та 0,0 % осіб у віці 65 років та старших.
Цивільне працевлаштоване населення становило 26 осіб. Основні галузі зайнятості: виробництво — 30,8 %, роздрібна торгівля — 15,4 %, освіта, охорона здоров'я та соціальна допомога — 15,4 %.